# عبدولاي سيسوكو
عبدولاي سيسوكو (بالفرنسية: Abdoulaye Sissoko)‏ (18 يوليو 1992 بمالي - ) هو لاعب كرة قدم مالي في مركز الوسط. شارك مع منتخب مالي لكرة القدم. أما مع النوادي، فقد لعب مع الترجي الرياضي التونسي والملعب المالي.

## وصلات خارجية
- عبدولاي سيسوكو على موقع قاعدة بيانات كرة القدم.إي يو (الإنجليزية)
- عبدولاي سيسوكو على موقع ناشيونال فوتبول تيمز (الإنجليزية)
- عبدولاي سيسوكو على موقع Soccerway.com (الإنجليزية)